# Bootanelleus victoriae
Bootanelleus victoriae är en stekelart som först beskrevs av Girault 1928.  Bootanelleus victoriae ingår i släktet Bootanelleus och familjen gallglanssteklar. Inga underarter finns listade.